# Monasterace

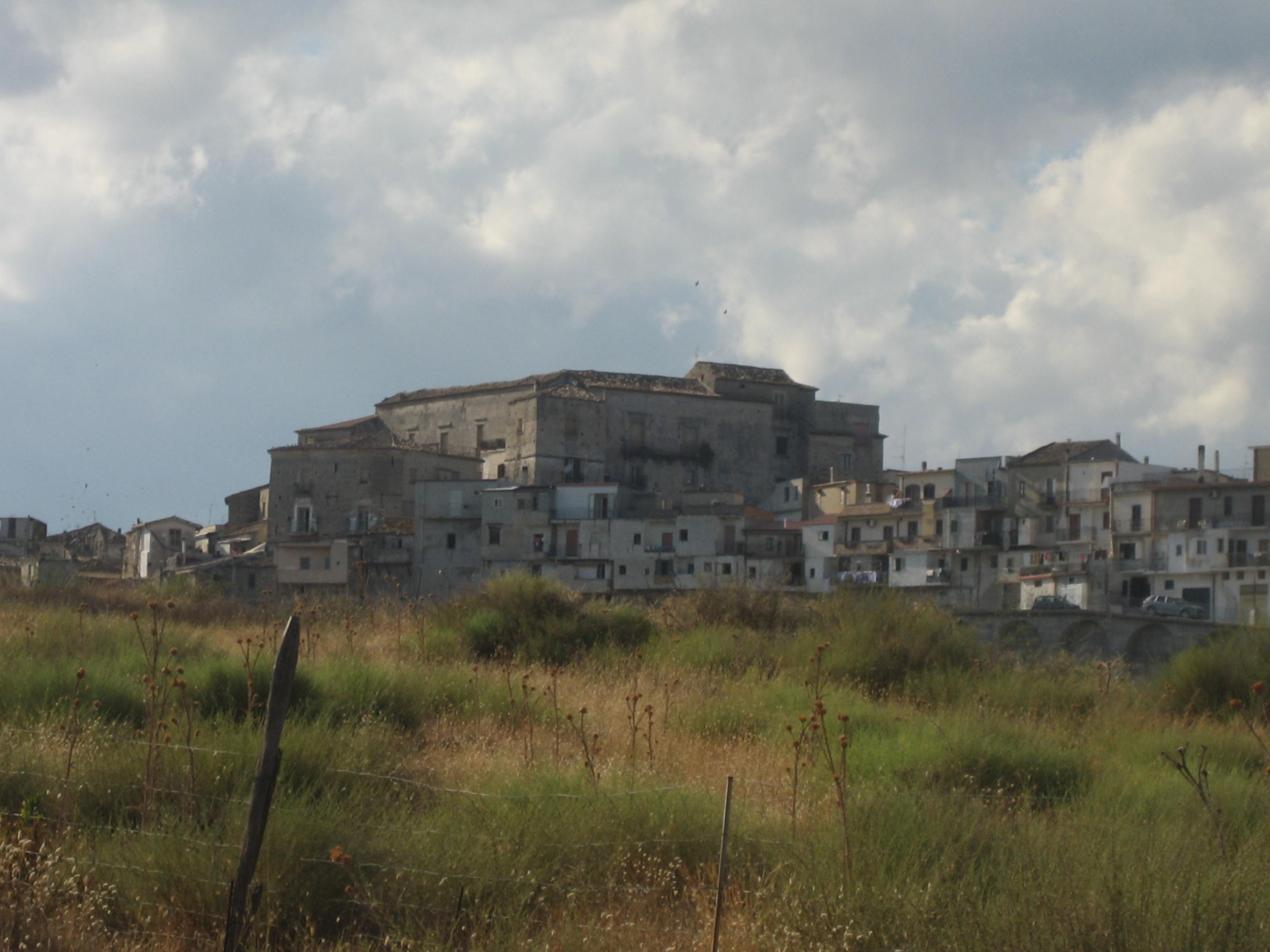
Das Kastell

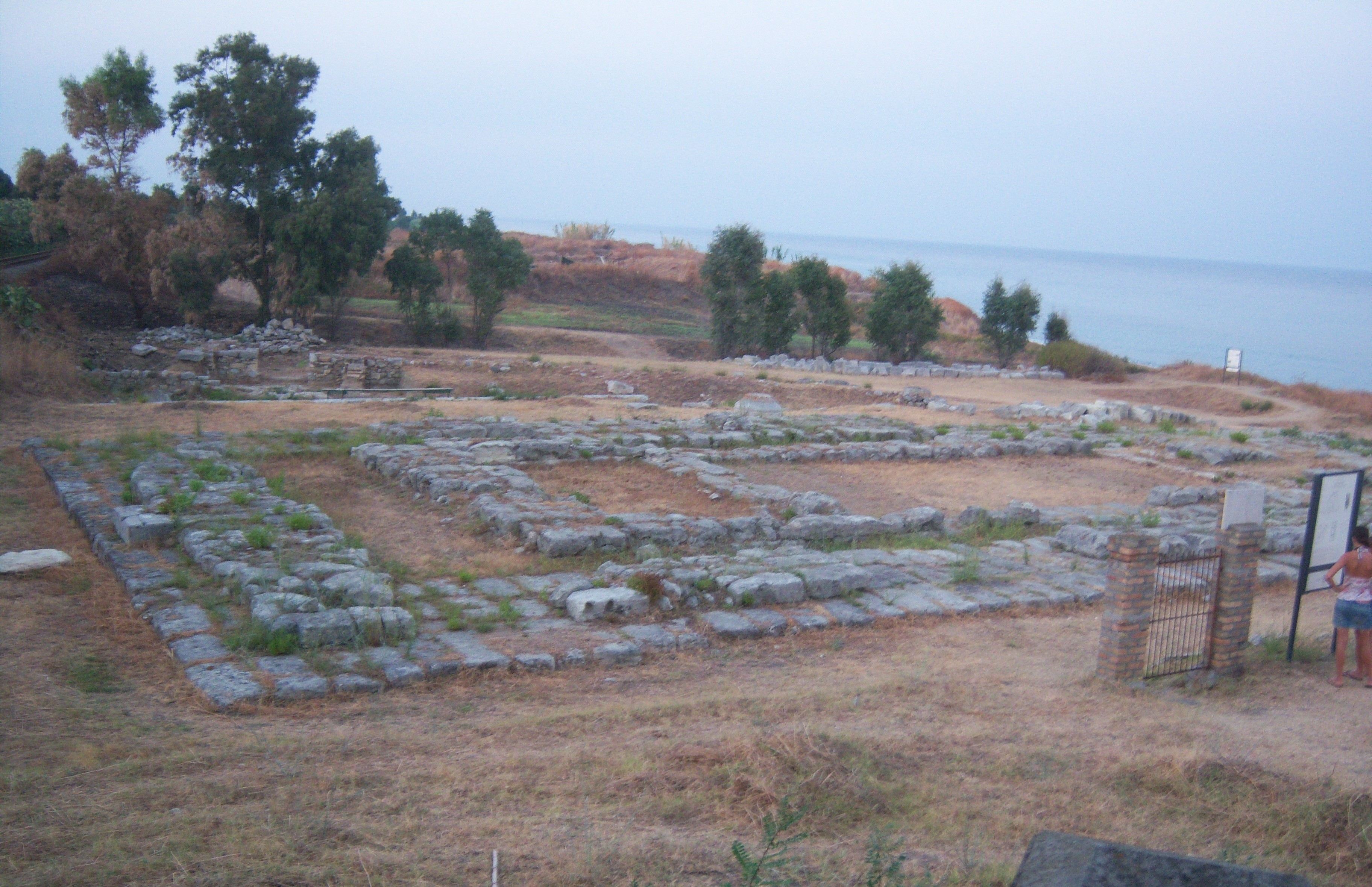
Kaulon

Monasterace ist eine italienische Stadt in der Metropolitanstadt Reggio Calabria in Kalabrien mit 3272 Einwohnern (Stand 31. Dezember 2023).

## Lage und Daten
Monasterace liegt 136 km nordöstlich von Reggio Calabria am östlichen Abhang der Serre. Zum Ort gehört der küstennah gelegene Ortsteil Monasterace Marina. Die Nachbargemeinden sind Guardavalle (CZ) und Stilo.

## Sehenswürdigkeiten
Im Ort steht die Ruine des Castello di Monasterace aus dem 16. Jahrhundert.
Auf dem Gebiet der Gemeinde liegt das archäologische Gebiet von Kaulon (it. Caulonia). Es stehen noch Mauern und weitere Überreste von der griechischen Stadt. Die Fundstücke, die hier gefunden wurden, sind im Museo Archeologico Nazionale di Reggio Calabria ausgestellt.